# Stazione di Gehrenseestraße
La stazione di Gehrenseestraße è una stazione ferroviaria di Berlino. Serve il quartiere di Neu-Hohenschönhausen.